# Punta Prima
Punta Prima és una platja de l'illa de Menorca concretament al Sud del municipi de Sant Lluís.
De Sant Lluís a la platja hi ha 6 quilòmetres. Està situada entre la Punta des Marbre i Punta Prima, a prop de la urbanització del mateix nom i de la Torre de Son Ganxo. Des d'allà es pot veure s'Illot des Cagaire i s'Illa de l'Aire. Té una entrada de mar àmplia, vegetació submarina als costats i l'aigua és cristal·lina. A prop de la platja hi ha habitatges que estan a primera línia. Es pot arribar amb cotxe.